# Сеара
Сеара (порт. Ceará) је једна од 27 држава Бразила, која се налази на североистоку земље на обали Атлантског океана. Име више веровања како је ова држава добила назив, према једном Сеара значи певање жандаија(врста папагаја), у другом према мишљењу Жозе де Аленкара најпознатијег бразилског књижевника назив Сеара је састављен из две речи cemo- певати гласно и ara- што је назив за малог папагаја на језику локалних домородаца.

## Географија
Сеара има површину од 148.016 km². На северу се граничи са Атлантским океаном, на истоку са државама Рио Гранде ду Норте и Параиба, на југу је држава Пернамбуко а на западу Пјауи. Ова област је препознатљива и по постоја пешчаних дина око места Жерикоакоара. Највећа река је Жагуарибе. Област државе Сеара је позната као велико летовалиште, најпознатије плаже су Каноа Кебрада, Жерикоакоара, Моро Бранко и Флекшеираш.

## Историја
Територија државе Сеара обухватала је три капетаније које су организовали Португалски освајачи 1534. године. Ову област први је колонизовао Португалски војник Мартим Соарес Морено 1612. г. Холанђани су нападали ово подручје 1644. и 1654. године. Иако су били поражени Холанђани су на овој територији основали данашњу Форталезу као Fort Schoonenburg.
Сеара је такође била једно од највећих жаришта борбе за независност Бразила 1822. године. Република је проглашена 1824. године и једна је од првих провинција у којој је проглашена забрана робовласништва. Крајем 19. века на територији Сеаре је живело преко 800.000 становника од којих скоро пет-шестина није имало никакву имовину и није плаћало никакве порезе. Образовање је тада било привилегије везана искључиво за високу класу. Током 20. века почиње узгање пољопривредних култура као што су манигоба(врста гуме), памук, кафа, шећер и тропско воће.

## Економија
Услужни сектор обухвата чак 56,7% БДП, прати га индустријски са 37,9% и пољопривредни са свега 5,4%. Сеара највише извози: кожну обућу 20,3%, ракове 17,6%, памучне тканине 16,9%, индијски орах 14,7%, кожу 13,1%, воће, сокове и мед 5,4%.
Позната као пољопривредна област, индустријализација почиње са доласком на власт војне хунте. Туризам такође утиче на економију ове државе. Главни град Форталезу посети преко милион туриста годишње.

## Саобраћај
Интернационални аеродром Пинто Мартинс налази се у Форталези. Лука Форталеза има и нафтну платформу, поседује такође преко 6.000 m² складишта и преко 100.000 кв. метара докова.

## Спорт
Првенство Сеаре игра се у Форталези. Најпознатији фудбалски клубови су Сеара СК, Форталеза EK и Феровиарио.